# Hwang Ji-Man
Hwang Ji-Man (en coreano: 황지만; 8 de julio de 1984) es un deportista surcoreno que compitió en bádminton, en la modalidad de dobles. Participó en los Juegos Olímpicos de Pekín 2008, obteniendo una medalla de bronce en la prueba de dobles.

## Palmarés internacional
| Juegos Olímpicos | Juegos Olímpicos | Juegos Olímpicos  | Juegos Olímpicos |
| Año              | Lugar            | Medalla           | Prueba           |
| ---------------- | ---------------- | ----------------- | ---------------- |
| 2008             | Pekín (China)    | Medalla de bronce | Dobles           |